# Neocompsa sinaloana
Neocompsa sinaloana là một loài bọ cánh cứng trong họ Cerambycidae.